# Десерт

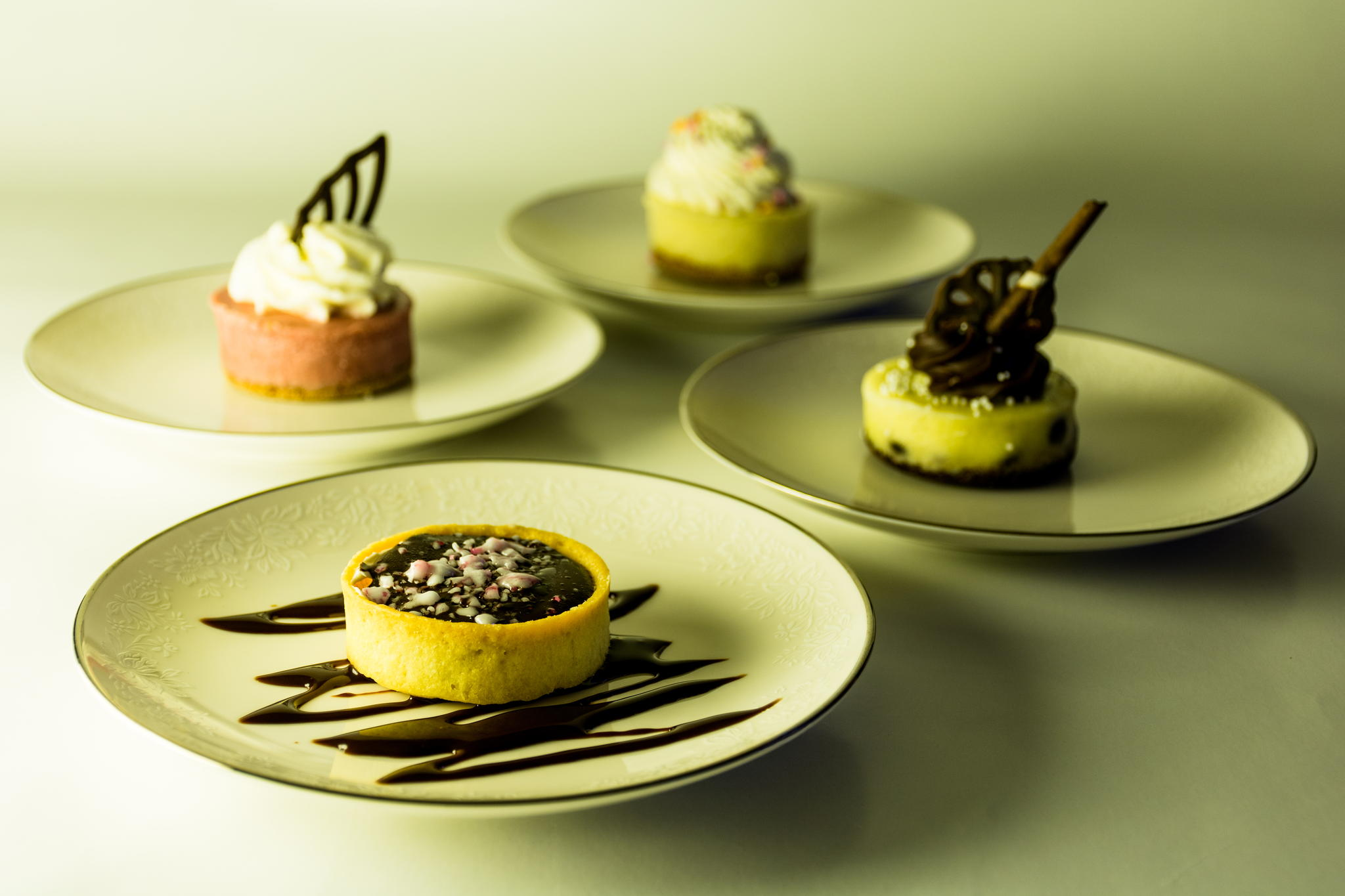
Десерт

Десе́рт (от фр. dessert, от desservir — «убирать со стола») — завершающее блюдо стола, предназначенное для получения приятных вкусовых ощущений в конце обеда или ужина, обычно — сладкие деликатесы (не фрукты).
Десерты подаются обычно в специальных десертных тарелках. Едят, как правило, десертной ложкой, промежуточной по размеру между чайной и столовой. Десертный стол также сервируется десертным ножом и десертной вилкой.

## История
Обычай употреблять после основных блюд сладости широко распространился в Европе только в XIX веке, когда выросло производство сахара. До того привилегия наслаждаться десертами была доступна только богатым людям. На простых столах сладости появлялись только по праздникам — отсюда стремление как можно изящнее украсить десерт. Эта традиция сохранилась и сегодня.

## Описание и виды десертов
Десерт, как правило, является сладким (например, пирожное или мороженое), но бывают и несладкие десерты из фруктов, орехов, сыров, несладких кондитерских изделий. Кроме того, не все сладкие блюда являются десертами, например, в китайской кухне имеются сладкие мясные блюда, не являющиеся десертами. В Китае также встречаются конфеты с перцем и имбирём вместо сахара. Индейцы Центральной Америки до прихода европейцев делали напиток из какао бобов (чоколатль) с перцем и пряностями вместо сахара. Встречаются несладкие десерты и в русской кухне, например, чёрная икра. Во Франции классический десерт — сыр.
По температуре подачи десерты делятся на горячие и холодные.
В качестве десерта могут подаваться:
- кондитерские изделия: торты, различные виды печенья (вафли), кексы, пироги;
- различные виды конфет, также блюда из взбитых сливок;
- мороженое и десерты из мороженого;
- сладкие фруктово-ягодные смеси (так называемые фруктовые салаты, иногда с добавлением других исходных продуктов, как салат из Сникерса);
- напитки:
  - горячие напитки: чай, какао, кофе, кофе с мороженым (кофе-гляссе);
  - слабоалкогольные напитки: специальные десертные вина;
  - безалкогольные напитки: соки, со́довые и/или газированные воды, компоты, кисели;
- сладкие молочные, шоколадные и фруктово-ягодные муссы, кремы, желе, конфитюр (джемы);
- пюре (яблочное пюре).

## Десертные национальные блюда
- Безе (Меренги)
- Баурсак
- Варенье
- Взбитые сливки
- Гоголь-моголь
- Гранита
- Грильяж
- десерт Вельфов
- Джелато
- Димсам — китайские блюда, как и десерт подаются к чаю, но до основной трапезы, а не после.
- Зефир
- Итальянский лёд — замороженный сироп и фруктовое пюре.
- Йогурт
- Канноли
- Клафути
- Кош-теле
- Мармелад
- Марципан
- Мацебрай
- Мороженое
- Панна-котта
- Парфе
- Пастила
- Пахлава
- Пишмание
- Пирожное
- Плавающий остров
- Пралине
- Профитроли
- Пудинг
- Рахат-лукум
- Салеп
- Сахарная вата
- Снежки
- Суфле
- Сютлач
- Талкыш-калява
- Тирамису
- Тостовый хлеб (сухари, гренки)
- Фалуде
- Фламмери
- Фруктовый лёд
- Цимес
- Чак-чак
- Чизкейк
- Шарлотка
- Шодо
- Штрудель
- Щербет
- Эклер